# リノレオイルCoAデサチュラーゼ
リノレオイルCoAデサチュラーゼ（linoleoyl-CoA desaturase）は、リノール酸代謝酵素の一つで、次の化学反応を触媒する酸化還元酵素である。
リノレオイルCoA + 還元型受容体 + O2 {\displaystyle \rightleftharpoons } γ-リノレオイルCoA + 受容体 + 2 H2O
この酵素の基質はリノレオイルCoA、還元型受容体とO2で、生成物はγ-リノレオイルCoA、受容体とH2Oである。補因子として鉄を用いる。
組織名はlinoleoyl-CoA,hydrogen-donor:oxygen oxidoreductaseで、別名にδ6-desaturase、δ6-fatty acyl-CoA desaturase、δ6-acyl CoA desaturase、fatty acid δ6-desaturase、fatty acid 6-desaturase、linoleate desaturase、linoleic desaturase、linoleic acid desaturase、linoleoyl CoA desaturase、linoleoyl-coenzyme A desaturase、long-chain fatty acid δ6-desaturaseがある。